# Distrito de Szeged
El distrito de Szeged (húngaro: Szegedi járás) es un distrito húngaro perteneciente al condado de Csongrád.
En 2013 tenía 197 679 habitantes. Su capital es Szeged, que también es la capital del condado.

## Municipios
El distrito tiene 2 ciudades (en negrita), una de ellas con estatus de ciudad de derecho condal (la capital Szeged), un pueblo mayor (en cursiva) y 10 pueblos (población a 1 de enero de 2012):
- Algyő (5251)
- Deszk (3644)
- Dóc (765)
- Domaszék (4974)
- Ferencszállás (615)
- Klárafalva (476)
- Kübekháza (1488)
- Röszke (3176)
- Sándorfalva (7953)
- Szatymaz (4674)
- Szeged (170 052) – la capital
- Tiszasziget (1751)
- Újszentiván (1786)